# エドゥアルド・アセベド
エドゥアルド・マリオ・アセベド・カルドーソ（Eduardo Mario Acevedo Cardozo, 1959年9月25日 - ）は、ウルグアイ・モンテビデオ出身の元サッカー選手、サッカー指導者。1986 FIFAワールドカップに出場。日本の東芝サッカー部でもプレーした。

## 所属クラブ
- デフェンソール・スポルティング 1979-1986
- デポルティーボ・ラ・コルーニャ 1986-1987
- テコス・デ・ラUAG 1987-1991
- 東芝サッカー部 1992
- CAフェニックス 1993
- CAレンティスタス 1994
- IAスド・アメリカ（スペイン語版） 1995

## 監督歴
- IAスド・アメリカ（スペイン語版） 1996
- デフェンソール・スポルティング 1998
- デポルティーボ・マルドナド 1999-2001
- ガビラーネス・デ・ヌエボ・ラレド 2002
- テコス・デ・ラUAG 2003-2004
- モナルカス・モレリア 2004-2005
- テコス・デ・ラUAG 2005-2007
- CAセロ 2009
- ナシオナル・モンテビデオ 2009-2010
- エストゥディアンテスUAG 2010
- ダヌービオFC 2011
- CAバンフィエルド 2012
- CAセロ 2015
- デフェンソール・スポルティング 2016-